# Rio dos Cedros (vattendrag)
Rio dos Cedros är ett vattendrag i Brasilien.   Det ligger i delstaten Santa Catarina, i den södra delen av landet, 1 200 km söder om huvudstaden Brasília.
I omgivningarna runt Rio dos Cedros växer i huvudsak städsegrön lövskog. Runt Rio dos Cedros är det ganska glesbefolkat, med 39 invånare per kvadratkilometer.